# Givors
 Givors  es una población y comuna francesa de la Metrópoli de Lyon en la región de Auvernia-Ródano-Alpes. Pertenece a la aglomeración urbana de Lyon.

## Demografía
| 2 800 | 3 235 | 4 014 | 3 558 | 7 465 | 5 379 | 7 746 | 8 758 | 9 688 | 9 352 | 9 957 | 9 886 | 11 910 | 11 470 | 10 974 | 10 857 | 11 035 | 12 132 | 12 306 | 12 784 | 14 143 | 14 932 | 14 687 | 13 378 | 13 205 | 14 242 | 17 066 | 19 048 | 21 968 | 20 544 | 19 777 | 18 437 | 19 345 | 19 718 |
| Para los censos de 1962 a 1999 la población legal corresponde a la población sin duplicidades (Fuente: INSEE [Consultar]) |       |       |       |       |       |       |       |       |       |       |       |        |        |        |        |        |        |        |        |        |        |        |        |        |        |        |        |        |        |        |        |        |        |